# Филимонов, Виктор Петрович
Ви́ктор Петро́вич Филимо́нов (7 марта 1940 — 23 ноября 2012) — советский строитель, Герой Социалистического Труда (1977).

## Биография
Родился 7 марта 1940 года в селе Успенка Сергиевского района Куйбышевской (ныне Самарской) области в крестьянской семье. В 1957 году окончил ремесленное училище в Новокуйбышевске.
Срочную службу в Советской Армии Виктор Филимонов проходил в 1958—1960 годах в военно-строительных частях на территории Казахской ССР. Принимал участие в строительстве Карагандинского металлургического комбината в городе Темиртау, где и остался после демобилизации.
С 1962 года — бригадир монтажников, построивших большое количество объектов соцкультбыта в Темиртау.
В 1970 году В. П. Филимонов поселился в Набережных Челнах (Татарская АССР), где в те годы разворачивалось строительство Камского автомобильного завода. Работал в строительно-монтажном управлении (СМУ) № 3 «Жилстрой». Бригада, которую он возглавлял, построила первые экспериментальные высотные дома: двенадцатиэтажную башню 6/3, девятиэтажные дома серии 111-83 НЧ и дома на колоннах-«ножках».
В результате ударной работы строителей только за IX пятилетку бригадой В. П. Филимонова введено в строй более 150 000 квадратных метров жилья, а в построенных квартирах смогли поселиться 3300 семей.
Указом Президиума Верховного Совета СССР от 15 апреля 1977 года за выдающиеся успехи, достигнутые при сооружении первой очереди Камского комплекса по производству большегрузных автомобилей, Виктору Петровичу Филимонову было присвоено звание Героя Социалистического Труда с вручением ордена Ленина и золотой медали «Серп и Молот».
Виктор Петрович Филимонов получил высшее образование, заочно окончив Казанский инженерно-строительный институт. В последующие годы трудился бригадиром монтажного потока (с численностью бригады до 80 человек) в СМУ-61 и МСУ-62.
С 1979 по 1995 год являлся начальником СМУ-46 Домостроительного комбината. С 1995 года — главный инженер, заместитель начальника СМУ-61 АО «Челныгорстрой».
Будучи членом КПСС, неоднократно избирался членом Татарского обкома партии, членом Центральной ревизионной комиссии КПСС (1976—1981), членом бюро Челнинского горкома КПСС, депутатом горсовета.
В 1998 году вышел на пенсию. Умер 23 ноября 2012 года на 73-м году жизни.

## Награды
- Герой Социалистического Труда (1977)
- орден Ленина (1977)
- орден Трудового Красного Знамени (1974)
- медаль «За трудовую доблесть» (1971)
- бронзовая медаль ВДНХ СССР[2].
- Почётный гражданин города Набережные Челны (1999).[3]